# Jasna Šekarić
Jasna Šekarić (n. 17 decembrie 1965, Belgrad, RS Serbia, RSF Iugoslavia) este o trăgătoare de tir ce a reprezentat Serbia, medaliată olimpică. A participat la 7 ediții ale Jocurilor Olimpice (1988, 1992, 1996, 2000, 2004, 2008, 2012) în care a câștigat o medalie de aur, 3 medalii de argint și o medalie de bronz.